# Bataille de Simancas
Reconquista
Batailles
- Covadonga (722)
- Burbia (791)
- Lutos (794)
- Barcelone  (801)
- Clavijo (844)
- San Esteban de Gormaz  (917)
- Simancas (939)
- Barcelone (985)
- Torà (1006)
- Barbastro (1064)
- Sagrajas (1086)
- Alcoraz (1096)
- Bairén (1097)
- Consuegra (1097)
- Uclès (1108)
- Croisade norvégienne (1108-1109)
- Valtierra (1110)
- Congost de Martorell (1114)
- Cutanda (1120)
- Fraga (1134)
- Oreja (1139)
- Ourique (1139)
- Coria  (1142)
- Santarém  (1147)
- Lisbonne  (1147)
- Santarém  (1184)
- Alarcos (1195)
- Al-Damus  (1210)
- Las Navas de Tolosa (1212)
- Majorque  (1229)
- Jerez (1231)
- Puig de Cebolla (1237)
- Séville (1247-1248)
- Salé (1260)
- Révolte mudéjar  (1264-1266)
- Écija (1275)
- Algésiras  (1278-1279)
- Moclín  (1280)
- Gibraltar  (1309)
- Gibraltar  (1315)
- Gibraltar  (1333)
- Tarifa / Río Salado (1340)
- Algésiras  (1342-1344)
- Gibraltar  (1349-1350)
- Gibraltar  (1411)
- Ceuta (1415)
- La Higueruela (1431)
- Campagne de Grenade (1482-1492) : Lucena - Grenade

La bataille de Simancas voit s'affronter, en 939, les troupes chrétiennes coalisées des rois de León Ramire II et de Pampelune García II d'une part et celles du calife Abd al-Rahman III d'autre part, sous les murailles de la cité de Simancas, proche de Valladolid, sur la frontière séparant le califat de Cordoue du royaume de León. L'issue de cette bataille, favorable aux armées chrétiennes, leur donne le contrôle des territoires du Duero.

## Historique

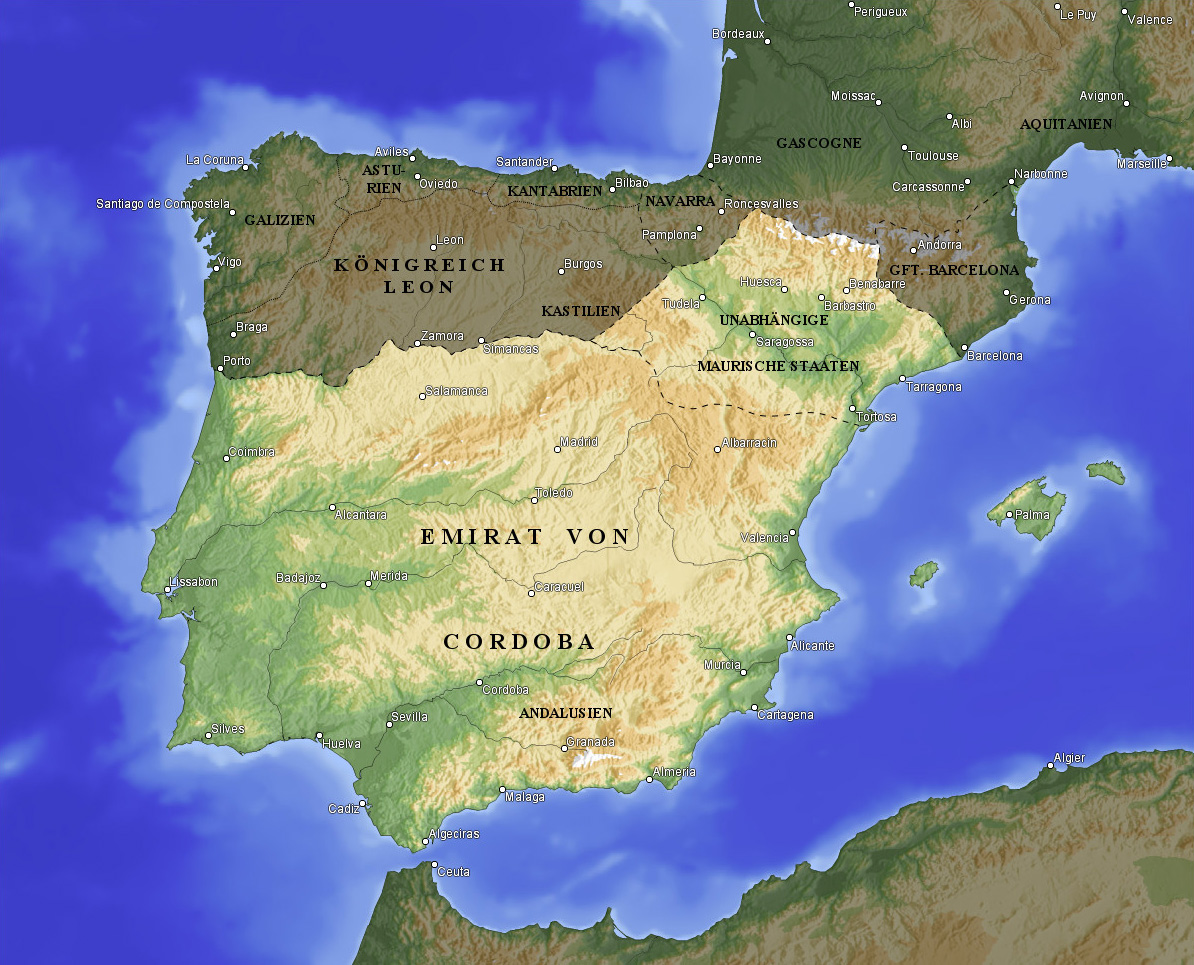
La péninsule Ibérique en 910

Les deux armées se rencontrent au confluent du Duero et de la Pisuerga, non loin de Simancas. L'importance des forces en présence, mais aussi l'éclipse solaire quelques jours plus tôt, sème l'effroi dans les deux camps, qui s'observent pendant deux journées entières. Au troisième jour, la bataille s'engage, le 5 août 939 vers le milieu du jour. La bataille est sans merci, la victoire chrétienne indiscutable. Néanmoins, les troupes d'élite du calife Abd al-Rahman III réussissent à sauver une situation désespérée et à conserver des troupes pour prendre d'assaut les murailles de Zamora, un ou deux jours plus tard.